# 特瑞·博加德
特瑞·博加德（官方译为，香港旧译，台湾旧译）是電玩遊戲《饿狼传说》系列的第一男主角，也是《拳皇》系列中的男性角色之一。

## 概要
出生於南鎮，與安迪·博加德為兄弟。由於義父傑夫·博加德為基斯所殺，而且是在特瑞面前，拜師與唐福祿門下學習八極正拳，不過他認為單單只學習和基斯同流派的八極聖拳，一定無法打敗基斯的，於是學成八極聖拳後，便出外旅行修練其他格鬥術 ，其弟安迪則認為八極聖拳不適合自己修鍊，便隻身前往日本學習骨法和不知火忍術，兩人相約10年後再次回到南鎮為父報仇，藉著參加基斯所舉辦的King of Fighters，擊敗基斯為父報仇。特瑞也就此離開了南鎮，環繞美洲大陸旅行，開始繼續自我修行... 
後來特瑞收到消息：好友Richard所經營的咖啡分店開幕，而回到南鎮祝賀，因而捲入"秦之密傳書"爭奪戰中。在打敗了秦氏兄弟之後，博加德兄弟也因"秦之秘傳書"事件，知道基斯未死的消息，在秦之秘傳書事件過後，特瑞在不知情的情形下，收養基斯的親生骨肉-洛克·霍华德，基斯為了一雪前恥，再度舉辦了格鬥大賽，並參加基斯舉辦的King of Fighters，最終決戰時，基斯被特瑞打落大樓的一瞬間，特瑞伸手相救，但基斯自己認為既然已經戰敗，那就不再有生存的價值，且自己的心願已了，所以掙脫特瑞伸出的援手，選擇了死亡，在狂笑聲中結束了自己的一生，彷彿自己才是真正的勝利者，一代梟雄基斯就此死亡(KOF世界觀中似乎依舊存活)。
基斯最後的目的的確達到了，重創了特瑞內心,在他心中留下了一道陰影，使得往後幾年，特瑞內心一直無法走出基斯的陰影與恐懼，猶如夢魘般纏擾著他。戰勝恐懼後就帶著洛克(基斯親生子，特瑞養子)，離開了南鎮，開始過著沒有目的流浪生活，在旅程中，特瑞將自己所學到的全部教給洛克(大多為基斯的常用武術)，而洛克為特瑞創造其特製的三明治，特瑞更指示正在內心動搖的洛克應走的方向。過了10年，某一天洛克和特瑞收到了一信，打開一看，竟是已停辦10年的King of Fighters大會邀請函，在這一封信裡還提及了有關洛克母親的事情，為了尋求已去世了的母親真相，便和特瑞一起回到了新南鎮，參加這次大賽，最後洛克為了見她母親，便辜負特瑞的栽培，加入暗黑組織，此時正式和養育他多年的特瑞分道揚鑣。不過此時的特瑞並沒有阻止他，因為他相信洛克的選擇，也相信他懂得分辨善惡，接下來便離開了，特瑞獨自一人在籃球場旁沉思，這時瑪丽騎著重機出現了，特瑞搭上她的車離開了。
特瑞在實戰經驗當中可說是SNK系列最豐富之一的人物，也是少數有落敗又站起的主角人物，同時也是KOF與餓狼傳中必定出場人物之一，KOF94的開場示範，便以特瑞與坂崎良為主。由於《餓狼傳說》的動畫劇場版三集中，特瑞所喜歡的兩名女子都死於非命，加深的部分玩家對特瑞的悲劇情感，於《餓狼傳說3》結識布魯瑪麗(本名:瑪麗 萊恩)，之後兩人的關係從餓狼傳說至KOF之後越走越近，特瑞與瑪麗也逐漸為人所公認的情侶組，然兩人卻未承認。雖然之後SNK以長期未出新的餓狼傳說系列作品，然SNK在餓狼傳說15周年慶，仍有製作特典DVD，其世界觀為群狼之證，並且對特瑞與瑪麗多有著墨，也顯得此兩人在餓狼傳說中的份量。

## 登場作品
- 饿狼传说系列
- 拳皇系列
- CAPCOM VS SNK
- SNK VS CAPCOM
- 炫斗之王
- 任天堂明星大亂鬥 特別版

## 聲優
- 橋本哲（各種遊戲、動畫「The King of Fighters: Another Day」）
- 近藤隆（「拳皇XIV」以後、任天堂明星大亂鬥 特別版）
- 錦織一清（動畫「Battle Fighters餓狼伝說」、「餓狼伝說 -THE MOTION PICTURE-」）
- 草尾毅（廣播CD「餓狼伝説」系列、電撃CD文庫「The King of Fighters'94」）